# Рівненська обласна бібліотека для молоді
Рівненська обласна бібліотека для молоді — регіональна бібліотека, яка здійснює пріоритетне бібліотечно-інформаційне обслуговування молоді віком 15-28 років, а також інших вікових категорій користувачів. Бібліотека тісно співпрацює з навчальними закладами регіону, державними та громадськими структурами, що займаються проблемами молоді. Одночасно книгозбірня виступає обласним методико-консультаційним центром для бібліотек всіх систем та відомств, які обслуговують юнацтво та молодь на Рівненщині. Бібліотека організовує семінари, конференції, курси, надає консультаційно-методичну допомогу на місцях, займається видавничою діяльністю. Бібліотека була заснована в 1976 р. Розташована біля зупинки міського громадського транспорту «Автовокзал» за адресою Київська, 18 в м. Рівне.

## Історія і сьогодення
Бібліотека заснована в березні 1976 р. згідно рішення виконкому Ровенської обласної Ради депутатів трудящих. Бібліотеці було виділено приміщення по вулиці К. Лібкнехта, 18 (нині Київській) площею 1099 кв. м., де вона знаходиться і понині. В травні 1977 р. бібліотека прийняла перших своїх читачів, кількість яких на кінець року склала понад 3 000. Фонд бібліотеки формувався з першої книги і на початок 1978 року. становив майже 10 000 примірників видань, які були розраховані, в першу чергу, на провідні групи читачів: учнів шкіл та ПТУ, студентів технікумів та вузів, працюючу молодь.
В 1986 р. творчий колектив бібліотеки становить 33 працівники, які обслуговують майже 14,5 тис. читачів, а бібліотечний фонд зо 10 років зріс у 12 разів, склавши майже 123 тис. примірники видань універсального змісту. Бібліотека має мережу нестаціонарного обслуговування читачів юнацького віку, яка становить 8 пунктів видачі літератури.
На початку 90-х років бібліотека розпочала надання платних послуг. Спочатку це були послуги звукозапису та видача літератури через нічний абонемент. З часом спектр платних послуг розширився.
2001 рік − бібліотека за грантові кошти Міжнародного фонду «Відродження» презентує в мережі інтернет власний ресурс − інформаційний портал «Молодь Рівненщини». У 2002 році в бібліотеці відкрито інтернет-центр на 5 автоматизованих робочих місць при фінансовій підтримці Ради Міжнародних Наукових Досліджень та Обмінів (IREX) за «Програмою розширення доступу та навчань в Інтернеті» (IATP).
З 2003 року розпочалася комп'ютеризація бібліотеки; створено сайт; формується електронний каталог книг, електронна картотека статей, бібліографічні бази даних різної тематики.
У 2008 р. бібліотека взяла участь у корпоративному проекті трьох обласних бібліотек Рівненщини по створенню сайту «Освітній навігатор» з метою формування інформаційно-освітнього інтернет-середовища на допомогу педагогам, учням і батькам.
В червні 2010 року презентовано новий сайт бібліотеки, а з вересня розпочато штрихкодування нових надходжень літератури та електронна ретроспекція бібліотечного фонду, згодом − періодичних видань. Ресурси бібліотеки поповнились медіафайлами різної тематики як основи майбутньої універсальної електронної бібліотеки.
З 2011 р. бібліотека бере активну участь в різноманітних конкурсах проектів програми «Бібліоміст», отримавши грантову підтримку:
- за проект «Ти в світі не один» (інформаційна підтримка і сприяння соціально-правовій адаптації вихованців притулку для дітей із залученням волонтерів-студентів);
- для відкриття центру вільного доступу до інтернету в рамках IV раунду конкурсу «Організація нових бібліотечних послуг на основі безкоштовного доступу до інтернету» (листопад 2013 р.);
- для проведення на базі бібліотеки ярмарку професій та вакансій «Будуємо успішну кар'єру разом» для студентів коледжів м. Рівне та учнів сільських шкіл (квітень 2014 р.).

## Структура бібліотеки
Бібліотека нараховує у своїй структурі 9 відділів та 3 сектори, а саме:
- Сектор реєстрації;
- Абонемент;
- Відділ сімейного читання;
- Читальний зал;
- Сектор періодики;
- Молодіжний простір "НОТА";
- Відділ інформаційних технологій та електронних ресурсів (+ центр вільного доступу до інтернету);
- Інформаційно-бібліографічний відділ;
- Відділ комплектування та обробки літератури;
- Відділ використання та зберігання бібліотечних фондів;
- Відділ маркетингу та методичної роботи.

Всього в штаті нараховується 48 працівників, з них бібліотечних 35.

## Фонди
Загальний обсяг фонду на 2022 рік становить близько 144 тис. прим. документів.
З них:
- майже 95 тис. книг та брошур;
- понад 46 тис. примірників періодичних видань;
- до 2,7 тис. одиниць аудіовізуальних матеріалів та електронних видань.

## Довідковий апарат (каталоги та картотеки)
Довідково-бібліографічний апарат бібліотеки складає:
- Генеральний та читацький абеткові каталоги;
- Систематичний каталог;
- Абеткові каталоги нотних видань, звукозаписів, образотворчих документів;
- Систематичні каталоги нотних видань та образотворчих документів;
- Систематична картотека статей періодичних видань;
- Краєзнавча картотека;
- Тематична картотека сценаріїв;
- Абетково-предметний покажчик;

Крім того, бібліотека веде електронний каталог книг та електронну картотеку статей, а також електронні бази даних: «Сценарії», «Краєзнавство», «Періодика. Реєстрація», «Газети. Журнали: ретроспективний каталог». На сайті бібліотеки для віртуальних користувачів працює «Віртуальна довідка» і забезпечено доступ до «Електронний каталог».

## Обслуговування
Бібліотека має два читальних зали на 150 посадочних місць, а також центр вільного доступу до інтернету на 7 автоматизованих робочих місць.
Щорічно бібліотека обслуговує до 17 тис. користувачів. Книговидача становить 343,5 тис. примірників, кількість відвідувань – 88 тис. користувачів.

## Клуби за інтересами
У бібліотеці діють:
- Літературний клуб «Read youth»;
- Навчально-літературна платформа «Живи українською!»;
- Клуб настільних ігор для молоді
- Студія малюнка «Три крапки...»
- Школа здорового способу життя;
- Школа інформаційної культури;
- Дитяча студія «Happy English with Lucky and Cupcake»;
- Школа раннього розвитку «Мамине сонечко»
- Дитяча настільна ігротека «Граємось - розвиваємось».

## Програми розвитку
У 2007–2008 рр. бібліотека працювала за власною комплексною програмою підтримки читання та створення мультимедійного середовища для молоді «Бібліотека – Книга – Інтелект». Моделюванню нового інтелектуального простору для розвитку читання з використанням сучасних технологій популяризації книги біла присвячена програма «Бібліотека – молоді XXI століття» (2010–2011 рр.). На сучасному етапі бібліотека працює над реалізацією цільової довгострокової Програми автоматизації та розвитку електронних мережевих продуктів та ресурсних баз бібліотеки на 2013-2017 роки.
В рамках реалізації державної програми поповнення фондів публічних бібліотек «Українська книга» та обласної «Програми підтримки національного книговидання, популяризації української книги та сприяння книгорозповсюдженню в Рівненській обл. на 2009–2013 рр.» книгозбірня здійснює розподіл літератури, що надходить, серед бібліотек Рівненської області.
У 2023 р. бібліотека працює відповідно до програм:
- Стратегія розвитку читання 2022-2032 рр. «Читання як життєва стратегія»;
- Національна стратегія державної моло-діжної політики в Україні до 2030 р.»;
- Всеукраїнська програма поповнення фондів публічних бібліотек (УІК);
- Обласна цільова соціальна програма національно-патріотичного виховання у Рівненській області на 2021-2025 рр.;
- Обласна програма «Культура Рівненщини» на 2023-2027 рр.;
- Програма «Молодь України 2021-2025 рр.»;
- Реалізація програми «Мріємо та діємо» в рамках проєкту по облаштуванню Молодіжного простору в бібліотеці 2020-2025 рр.

## Видавнича діяльність
Бібліотека активно працює над створенням масиву власних інтелектуальних ресурсів. Впродовж останніх років у видавничій діяльності бібліотеки чільне місце посідають краєзнавчі видання природничого, історичного, економічного та літературно-мистецького характеру. Це бібліографічна розвідка «Заповідники Рівненщини», серія випусків «Підприємства Рівненщини», історико-бібліографічний нарис «Рівненщина: пам'ятки національної історії», присвячений замкам, фортецям та монастирським укріпленням, інформаційно-бібліографічні путівники «Сім чудес Рівненщини» та «Обереги вічності: музеї Рівненщини», присвячені історичним пам'яткам та найбільш значимим музеям, які розташовані на території Рівненської області, а також історично-краєзнавчий подіум місцевих персоналій «Топ-20: видатні рівняни».
Випуски інформаційно-бібліографічного довідника «В пам'ятниках: історії і долі» знайомлять із пам'ятниками міста Рівне, які були встановлені, як за часи незалежної України, так і в роки радянської влади. Окремо представлено літературне краєзнавство: цикл критико-бібліографічних есе «Письменники Рівненщини – лауреати літературних премій», серія біобібліографічних нарисів Молоді літератори Рівненщини та ін.
У 2005 р. бібліотека започаткувала випуск електронних видань на CD. Була створена електронна книга-довідник «Гортаючи Червону книгу… Рідкісна флора та фауна Рівненщини», яка отримала перемогу на Всеукраїнському конкурсі по формуванню екологічної культури молоді серед юнацьких бібліотек. У 2008–2009 рр. було підготовлено «Всесвітній календар „Права людини“ + 22 практичні вправи для навчання молоді основам прав людини» і літературно-краєзнавчий альманах «Легенди рідного краю», який містив найкращі письмові роботи учасників Всеукраїнського молодіжного конкурсу на знання легенд Рівненщини.
Фонд власних інформаційних продуктів книгозбірні становить близько 200 назв сценаріїв, есе, нарисів, розвідок, різноманітних покажчиків, довідників та методико-бібліографічних матеріалів, в тому числі – на електронних носіях.